# Abracadabra
Abracadabra är Steve Miller Bands tolfte album, släppt 1982. Titelspåret gav bandet en topplacering på Billboard Hot 100 i USA, och nådde andraplatsen i Storbritannien.

## Låtlista
1. "Keeps Me Wondering Why" (Gary Mallaber, Kenny Lee Lewis) – 3:43
2. "Abracadabra" (Steve Miller) – 5:10
3. "Something Special" (Mallaber, Lonnie Turner, Greg Douglass) – 3:35
4. "Give It Up" (Miller) – 3:35
5. "Never Say No" (Mallaber, John Massaro, Lewis) – 3:37
6. "Things I Told You" (Mallaber, Massaro) – 3:15
7. "Young Girl's Heart" (Mallaber, Massaro) – 3:33
8. "Goodbye Love" (Mallaber, Douglass, Turner) – 2:53
9. "Cool Magic" (Mallaber, Lewis) – 4:23
10. "While I'm Waiting" (Mallaber, Massaro) – 3:26